# Ɩ̈
Cette page contient des caractères spéciaux ou non latins. S’ils s’affichent mal (▯, ?, etc.), consultez la page d’aide Unicode.
Ɩ̈ (minuscule : ɩ̈), appelé iota tréma, est un graphème utilisé dans l’écriture dan dans l’orthographe de 1982 et a été utilisé comme symbole phonétique dans certaines variantes de la notation phonétique américaniste. Il s’agit de la lettre iota diacritée d'un tréma.

## Utilisation
Dans l’orthographe du dan de l’Est de 1982, le iota tréma ‹ ɩ̈ › est utilisé pour transcrire une voyelle pré-fermée mi-postérieure non arrondie [ɯ̽] de certains dialectes.

## Représentations informatiques
Le iota tréma peut être représenté avec les caractères Unicode suivants (latin étendu B, Alphabet phonétique international, diacritiques) :
| formes    | représentations | chaînes de caractères | points de code | descriptions                                   |
| --------- | --------------- | --------------------- | -------------- | ---------------------------------------------- |
| capitale  | Ɩ̈               | Ɩ◌̈                    | U+0196 U+0308  | lettre majuscule latine iota diacritique tréma |
| minuscule | ɩ̈               | ɩ◌̈                    | U+0269 U+0308  | lettre minuscule latine iota diacritique tréma |